# Elric de Melniboné
Elric de Melniboné est un personnage de fiction inventé par l'écrivain anglais Michael Moorcock. Il est le héros du cycle d'Elric, écrit entre 1961 et 1972.
Inspiré par Zenith l'Albinos, le méchant de la série Sexton Blake, Elric est un albinos à la santé défaillante, ce qui l'oblige à consommer de nombreux remèdes jusqu'à ce qu'il trouve Stormbringer, une épée qui, en buvant les âmes de ses adversaires, est capable de lui redonner de la vigueur.
Dernier empereur de l'île de Melniboné en pleine décadence, il tente vainement d'y introduire des réformes, mais se voit finalement contraint d'amener sa chute à la suite de la félonie de son cousin Yyrkoon. Tourmenté par le meurtre qu'il a lui-même commis de sa cousine et amante Cymoril, il parcourt par la suite son monde, ainsi que quelques autres mondes du Multivers, aux côtés de son fidèle ami Tristelune d'Elwher.
Il est en outre, tout comme une grande partie des personnages de Moorcock, une des incarnations du Champion éternel, destiné à rétablir la Balance entre la Loi et le Chaos dans le Multivers.
Héros cynique, bien que capable de compassion, Elric inspira de nombreux écrivains, qui le reprirent dans de nombreuses nouvelles (les Contes du Loup Blanc, Elric et la porte des mondes).

## Description
Elric est le dernier empereur de la civilisation insulaire stagnante de Melniboné. Physiquement faible, Elric, anémié, doit recourir à des drogues (herbes spéciales) pour conserver sa santé et sa vitalité. Dès l'enfance, il lit librement dans l'immense bibliothèque royale et apprend à connaître le monde extérieur à l'île du Rêve. C'est peut-être grâce à ces études approfondies que, contrairement aux autres membres de sa race, Elric a une conscience. Il assiste à la décadence de sa culture, qui régnait autrefois sur le monde connu, et s'inquiète de la montée en puissance des Jeunes Royaumes peuplés d'humains (les Melnibonéens se considèrent comme distincts de l'humanité), ainsi que de la menace qu'ils font peser sur son empire. En raison de l'introspection d'Elric et de sa haine des traditions melnibonéennes, ses sujets le trouvent étrange et insondable. Cependant, son cousin Yyrkoon (le plus proche dans la ligne de succession, car Elric n'a pas d'héritiers) interprète ce comportement comme une faiblesse et complote la mort d'Elric. Pour compliquer les choses, la sœur de Yyrkoon, Cymoril, est profondément amoureuse d'Elric ; Yyrkoon la convoite, et une partie de son plan d'usurpation consiste à épouser Cymoril lui-même.
En plus de son habileté avec les herbes, Elric est un sorcier et un invocateur accompli. En tant qu'empereur de Melniboné, Elric est capable d'appeler à l'aide le patron traditionnel des empereurs de Melniboné, Arioch, Seigneur du Chaos et Duc des Enfers. Dès la première histoire, Elric utilise d'anciens pactes et accords avec Arioch, mais aussi avec d'autres êtres - certains dieux, d'autres démons - pour l'aider à accomplir ses tâches.
La découverte par Elric de l'épée Stormbringer est à la fois son plus grand atout et son plus grand inconvénient. L'épée confère à Elric force, santé et prouesses au combat, lui permettant de se débarrasser de sa dépendance aux drogues, mais elle doit être alimentée par les âmes d'êtres intelligents. En fin de compte, la lame emporte tous les proches d'Elric et finalement l'âme d'Elric elle-même. La plupart des récits de Moorcock consacrés à Elric mettent en scène cette relation avec Stormbringer, et la façon dont celle-ci, malgré les meilleures intentions d'Elric, entraîne la mort de tout ce qui lui est cher.

## Biographie

### Naissance
Elric est le fils unique de Sadric LXXXVI et de sa femme qui est morte des suites de la naissance d'Elric.

### Jeunesse
De par sa faiblesse physique, Elric a le temps de lire tous les livres de la bibliothèque de son père avant l'âge de 15 ans.

## Nouvelles et romans
Cette liste est dans l'ordre chronologique de parution, se référer à l'article ordre de lecture des nouvelles d'Elric pour connaitre l'ordre de lecture, ou aux articles sur le cycle d'Elric et le pacte de Von Beck pour avoir une vision par cycles.
- La cité qui rêve dans Elric le nécromancien
(en) Michael Moorcock, The dreaming city  dans The weird of the white wolf, 1961
- Tandis que rient les dieux dans Elric le nécromancien
(en) Michael Moorcock, While the gods laugh  dans The weird of the white wolf, 1961
- Le voleur d'âmes dans L'Épée noire
(en) Michael Moorcock, The stealer of souls  dans The bane of the black sword, 1962
- Le dernier enchantement dans Elric à la fin des temps
(en) Michael Moorcock, The last enchantment  dans Elric at the end of time , 1962
- Les rois oubliés dans L'Épée noire
(en) Michael Moorcock, Kings dans darkness  dans The bane of the black sword, 1962
- Les porteurs de flammes dans L'Épée noire
(en) Michael Moorcock, The flamebringers  dans The bane of the black sword, 1962
- Le retour d'un dieu mort dans Stormbringer
(en) Michael Moorcock, Dead god's homcoming  dans Stormbringer, 1963
- Les frères de l'épée noire dans Stormbringer
(en) Michael Moorcock, Black sword's brothers  dans Stormbringer, 1963
- Le bouclier du géant triste dans Stormbringer
(en) Michael Moorcock, Sad giant's shield  dans Stormbringer, 1964
- Le trépas du seigneur condamné dans Stormbringer
(en) Michael Moorcock, Doomed lord's passing dans Stormbringer, 1964
- La citadelle qui chante dans Elric le nécromancien
(en) Michael Moorcock, The singing citadel  dans The weird of the white wolf, 1967
- Le tourment du dernier seigneur dans La Sorcière dormante
(en) Michael Moorcock, The torment of the last lord  dans The sleeping sorceress (The vanishing tower), 1970
- Piège pour un prince pale dans La Sorcière dormante
(en) Michael Moorcock, To snare the pale prince  dans The sleeping sorceress (The vanishing tower), 1970
- Trois héros pour un seul dessein dans La Sorcière dormante
(en) Michael Moorcock, Three heroes with a single aim  dans The sleeping sorceress (The vanishing tower), 1970
- Le Roi des épées
(en) Michael Moorcock, The King of the swords, 1971
- Elric des dragons
(en) Michael Moorcock, Elric of Melniboné (The dreaming city), 1972
- Cap sur l'avenir dans Le Navigateur sur les mers du destin
(en) Michael Moorcock, Sailing to the future' dans The sailor on the seas of fate, 1976
- Cap sur le présent dans Le Navigateur sur les mers du destin
(en) Michael Moorcock, Sailing to the present dans The sailor on the seas of fate, 1976
- Cap sur le passé dans Le Navigateur sur les mers du destin
(en) Michael Moorcock, Sailing to the past dans The sailor on the seas of fate, 1976
- Elric à la fin des temps dans Elric à la fin des temps
(en) Michael Moorcock, Elric at the end of time  dans Elric at the end of time , 1981
- La Forteresse de la perle
(en) Michael Moorcock, The fortress of the pearl , 1989
- Concernant le destin des empires (titre approximatif) dans La Revanche de la rose
(en) Michael Moorcock, Concerning the fate of empires  dans The revenge of the rose, 1991
- Le piège d'Esbern, le loup-garou du nord (titre approximatif) dans La Revanche de la rose
(en) Michael Moorcock, Esbern snare, the northern werewolf  dans The revenge of the rose, 1991
- La rose rachetée, la rose rétablie (titre approximatif) dans La Revanche de la rose
(en) Michael Moorcock, A rose redeemed, a rose revived  dans The revenge of the rose, 1991
- Une trop courte solitude dans Par-delà le multivers
(en) Stewart von Allman, Too few years of solitude   dans Tales of the white wolf, 1994
- L'éveil du loup blanc dans La Gloire d'Elric
(en) Paul W. Cashman, White wolf's awakening  dans Tales of the white wolf, 1994
- Le chant du loup blanc dans Par-delà le multivers
(en) Michael Moorcock, The white wolf's song  dans Tales of the white wolf, 1994
- Funambule sur l'axe dans La Gloire d'Elric
(en) Peter Crowther and James Lovegrove, The trembler on the axis  dans Tales of the white wolf, 1994
- Un diable inconnu dans Par-delà le multivers
(en) Roland J. Green and Frieda A. Murray, A devil unknown  dans Tales of the white wolf, 1994
- Le cœur du dragon dans La Gloire d'Elric
(en) Nancy A. Collins, The dragon's heart  dans Tales of the white wolf, 1994
- L'enfant blanche dans La Gloire d'Elric
(en) Jody Lynn Nye, The white child  dans Tales of the white wolf, 1994
- Le pouvoir d'une femme dans La Gloire d'Elric
(en) Doug Murray, A woman's power  dans Tales of the white wolf, 1994
- Une atmosphère de fantastique médiéval dans La Gloire d'Elric
(en) Edward Wagne, The gothic touch  dans Tales of the white wolf, 1994
- L'âme d'une vieille machine dans La Gloire d'Elric
(en) Thomas E. Fuller, The soul of an old machine  dans Tales of the white wolf, 1994
- Le gardien de la porte dans Par-delà le multivers
(en) Scott Ciencin, The guardian at the gate  dans Tales of the white wolf, 1994
- Tentations de fer dans La Gloire d'Elric
(en) Colin Greenland, Temptations of iron  dans Tales of the white wolf, 1994
- L'autre épée dans La Gloire d'Elric
(en) Robert Weinberg, The other sword  dans Tales of the white wolf, 1994
- Célébration de Célène dans Par-delà le multivers
(en) Gary Gygax, Celebration of celene  dans Tales of the white wolf, 1994
- Demande ça à Elric dans Par-delà le multivers
(en) Tad Williams, Go ask Elric   dans Tales of the white wolf, 1994
- Voici que se brise un noble cœur dans Par-delà le multivers
(en) David M. Honigsberg, Now cracks a noble heart  dans Tales of the white wolf, 1994
- Kingsfire dans Par-delà le multivers
(en) Richard Lee Byers, Kingsfire  dans Tales of the white wolf, 1994
- La porte des rêves dans Par-delà le multivers
(en) Brad Strickland, The gate of dreaming  dans Tales of the white wolf, 1994
- Stormbringer et les enfants dans Par-delà le multivers
(en) Brad Linaweaver and William Alan Ritch, The littlest Stormbringer  dans Tales of the white wolf, 1994
- Providence dans Par-delà le multivers
(en) Kevin T. Stein, Providence  dans Tales of the white wolf, 1994
- Le chant de Shaarilla dans Par-delà le multivers
(en) James S. Dorr, The song of Shaarilla  dans Tales of the white wolf, 1994
- Le présent d'Arioch dans La Gloire d'Elric
(en) Charles Partingon, Arioch's gift  dans Tales of the white wolf, 1994
- Au-delà de la Balance dans La Gloire d'Elric
(en) Nancy Holder, Beyond the Balance  dans Tales of the white wolf, 1994
- Une vie meublée par Moorcock première manière dans La Gloire d'Elric
(en) Neil Gaiman, One life furnished with early Moorcock dans Tales of the white wolf, 1994
- L'enquête (titre approximatif - nouvelle non traduite)
(en) Matthew J. Jorgensen, The enquiry dans Pawns of chaos: Tales of the eternal Champion, 1996
- L'âme captive (titre approximatif - nouvelle non traduite)
(en) Bill Crider, The captive soul dans Pawns of chaos: Tales of the eternal Champion, 1996
- Dans le moteur des rêves (titre approximatif - nouvelle non traduite)
(en) Thomas E. Fuller, In the machinery of dreams dans Pawns of chaos: Tales of the eternal Champion, 1996
- Île des âmes perdues (titre approximatif - nouvelle non traduite)
(en) Robert E. Vardeman, Isle of lost souls dans Pawns of chaos: Tales of the eternal Champion, 1996
- La Fille de la voleuse de rêves
(en) Michael Moorcock, The dreamthief's daughter, 2001
- L'arbre Skrayling (titre approximatif - roman non traduit)
(en) Michael Moorcock, The Skrayling tree, 2003
- Le fils du loup blanc (titre approximatif - roman non traduit)
(en) Michael Moorcock, The white wolf's son, 2005
- Le rêve en la cité dans Elric et la porte des mondes
(fr) Léa Sihol, 2006
- La montagne dormante dans Elric et la porte des mondes
(fr) Jonas Lenn, 2006
- Les douleurs fécondes dans Elric et la porte des mondes
(fr) Pierre Pevel, 2006
- La cavalière dans Elric et la porte des mondes
(fr) Christian Leourier, 2006
- Kane (2006) dans Elric et la porte des mondes
(fr) Laurent Kloetzer, 2006
- Éloge des poissons-gouffres dans Elric et la porte des mondes
(fr) Fabrice Colin, 2006
- Frère des hynes dans Elric et la porte des mondes
(fr) Christian Vilà, 2006
- Cœur de glace dans Elric et la porte des mondes
(fr) Daniel Walther, 2006
- Qayin dans Elric et la porte des mondes
(fr) Xavier Maumejean, 2006
- Le cœur de l'épée dans Elric et la porte des mondes
(fr) Jean-Pierre vernay, 2006
- Elric et l'enfant du futur dans Elric et la porte des mondes
(fr) Richard Canal, 2006
- Le cirque des épées dans Elric et la porte des mondes
(fr) Nemo Sandman et Patrick Eris, 2006
- La forteresse de l'obscur dans Elric et la porte des mondes
(fr) Darek Erthal, 2006
- Les seigneurs de la firme dans Elric et la porte des mondes
(fr) Eric Cervos et Ayerdhal, 2006
- La dernière conquête du loup blanc dans Elric et la porte des mondes
(fr) Pierre Stolze, 2006
- La musique des âmes dans Elric et la porte des mondes
(fr) Johan Heloiot, 2006
- Bloddsword dans Elric et la porte des mondes
(fr) Yves Ramonet, 2006
- L'archiviste dans Elric et la porte des mondes
(fr) Pierre Bordage, 2006
- La porte des mondes dans Elric et la porte des mondes
(fr) Jacques Barberi, 2006
- (fr) Elric, Les Buveurs d'âmes roman en Français écrit avec Fabrice Colin, 2011

## Comics
Elric a fait l'objet de plusieurs adaptations en bande dessinée. Michael Moorcock est scénariste de la plupart des adaptations en comics.
La première adaptation a été réalisée par le Français Philippe Druillet, en 1971, qui a illustré une adaptation en bande dessinée (réalisée par Michel Demuth) de l'histoire d'Elric sous le nom La Saga d'Elric le nécromancien.
Peu d'adaptations ont été traduites en français. On en trouve cependant chez Arédit, Semic ou Soleil.

## Adaptations en Bande dessinée
En 2013, une adaptation du cycle d'Elric a été initiée chez l'éditeur Glénat, dans la collection Grafica. Un premier cycle de quatre tomes a été publié. 
Liste des tomes:
- Elric - Tome 1 Le trône de rubis[2], Glenat, parution le 22.05.2013 -  (ISBN 9782723487047) Scénario : Julien Blondel - Dessin : Robin Recht, Didier Poli, Jean Bastide  - Couleurs : Jean Bastide
- Elric - Tome 2 Stormbringer[3], Glenat, parution le 24.09.2014 -  (ISBN 9782723487054) Scénario : Julien Blondel, Jean-Luc Cano - Dessin : Robin Recht, Didier Poli, Julien Telo
- Elric - Tome 3 Le Loup blanc[4], Glenat, parution le 20.09.2017 -  (ISBN 9782723487061) Scénario : Julien Blondel, Jean-Luc Cano - Dessin : Robin Recht, Julien Telo - Couleurs : Jean Bastide
- Elric - Tome 4 La cité qui rêve[5], Glénat, parution le 28.04/2021 -  (ISBN 978-2723487078) Scénario : Julien Blondel, Jean-Luc Cano - Dessin : Julien Telo - Storyboard et design : Julien Telo, Ronan Toulhoat - Couleurs : Stéphane Paitreau - Couverture : Jean Bastide
- Elric - Tome 5 Le nécromancien[6], Glénat, parution le 03/04/2024 -  (ISBN 978-2344057230) Scénario : Julien Blondel, Jean-Luc Cano - Dessin : Valentin Sécher - Couleurs : Valentin Sécher